# Iapods
Iapods o Iapids (en llatí iapodes o iapydes, en grec antic Ἰάποδες o Ἰάπυδες) era una tribu del poble il·liri que vivia al nord de Dalmàcia i a l'est de Libúrnia. El seu país es deia Iapídia i equival a la regió croata entre els rius Kulpa i Korana al nord, i les muntanyes Velebich al sud. Estrabó, Claudi Ptolemeu Titus Livi i Virgili parlen d'aquest poble,
Al seu territori hi havia el Mons Albius (Velika), l'extremitat de la gran serra dels Alps, que aquí arriba a gran alçada. Per l'altra banda de la muntanya arribaven fins al Danubi i la frontera de Panònia. Un costum d'aquest poble era tatuar-se, com feien també les tribus tràcies. La seva vestimenta i les seves armes era del tipus celta, segons Estrabó.
L'any 129 aC el cònsol Gai Semproni Tudità va fer la guerra contra aquest poble, sense èxit al principi però al final els va derrotar per la gran habilitat militar del seu legat Dècim Juni Brut Galaic, victòria que li va permetre celebrar un triomf a Roma, segons Apià i els Fasti Capitolini. El poble va establir un tractat de federació (foedus) amb Roma però es van revoltar i el 34 aC Octavi August va posar fi a la seva autonomia conquerint la seva ciutat principal, Metulon (Μετοῦλον), que va oferir una ferotge resistència.
Metulon era a la riba del riu Colapis (Kulpa) prop de la frontera amb Pannònia. És probablement la moderna Metlika (alemany Möttling). L'itinerari d'Antoní menciona, dins del país dels iapods, les següents ciutats: Avendone, Arupium i Bibicum o Bivium, en direcció a Pannònia. La Taula de Peutinger afegeix Epidotium, Aucus, Ausancalio i Clumbetae en la via que va cap a Dalmàcia.